# Klaus Prüsse
Klaus Prüsse (* 22. März 1939 in Prenzlau) ist ein ehemaliger deutscher Handballtorwart.

## Sportliche Laufbahn
Seine aktive Karriere begann Prüsse bei Einheit Wismar. 1958 wechselte er dann zum SC Empor Rostock, wo er bis zu seinem Karriereende blieb. Seine größten Erfolge feierte er im Feldhandball.
Klaus Prüsse absolvierte 30 Länderspiele für die Nationalmannschaft der DDR.
Zu seinen Erfolgen zählen der Gewinn der Feldhandball-Weltmeisterschaft der Männer 1963 und die Vize-Weltmeisterschaften im Feldhandball 1966 und im Hallen-Handball 1970 mit der Nationalmannschaft der DDR, der Gewinn des DDR-Meistertitels 1968 und 1973 sowie die Teilnahme am Meistercupfinale 1972 mit dem SC Empor Rostock.
Beim HC Empor Rostock ist er als Organisationsleiter tätig (Stand: 2011).

## Familie
Prüsse ist mit der Norwegerin Laila verheiratet und hat zwei Töchter (Nina und Lena) und drei Enkeltöchter. Der ehemalige Gymnasiallehrer am Sportgymnasium in Rostock ist im Ruhestand.